# Alan Chubecov
Alan Chubecov (* 29. června 1993) je ruský zápasník–judista osetské národnosti.

## Sportovní kariéra
S úpolovými sporty začínal ve Vladikavkazu pod vedením Alika Bekuzarova. V osetské reprezentaci v rámci Ruské federace spolupracuje s Kazbekem Cagarajevem. Připravuje se ve vrcholovém armádním sportovním centrum v Dmitrově pod vedením Igora Bystrova. V ruské seniorské reprezentaci se pohybuje od roku 2012. V roce 2016 se kvalifikoval na olympijské hry v Riu, ale v ruské nominaci dostal přednost Chasan Chalmurzajev.
Alan Chubecov je pravoruký judista zápasící z opačného levého gardu (levý úchop). Jeho osobní technikou je pravé seoi-nage a sode-curikomi-goši, tyto techniky provádí i nalevou stranu. Aši-waza provádí výhradně nalevou stranu.

### Vítězství
- 2014 – 1× světový pohár (Baku, Astana)
- 2015 – 1× světový pohár (Tbilisi)
- 2016 – 2× světový pohár (Tbilisi, Záhřeb)

## Výsledky
| Olympijské hry     | —  |     |   |    | — |    |  |  |  | 7. |  |  |  |  |  |  |  |  |  |  |  |  |  |  |
| Mistrovství světa  |    | —   | — | —  |   |    |  |  |  |    |  |  |  |  |  |  |  |  |  |  |  |  |  |  |
| Evropské hry       |    |     |   | 7. |   |    |  |  |  |    |  |  |  |  |  |  |  |  |  |  |  |  |  |  |
| Mistrovství Evropy | —  | —   | — | 7. | — | 1. |  |  |  |    |  |  |  |  |  |  |  |  |  |  |  |  |  |  |
| ME do 23 let       | 1. | —   | — | —  |   |    |  |  |  |    |  |  |  |  |  |  |  |  |  |  |  |  |  |  |
| MS juniorů         |    | úč. |   |    |   |    |  |  |  |    |  |  |  |  |  |  |  |  |  |  |  |  |  |  |
| ME juniorů         | —  | úč. |   |    |   |    |  |  |  |    |  |  |  |  |  |  |  |  |  |  |  |  |  |  |